# Mixomelia palumbina
Mixomelia palumbina är en fjärilsart som beskrevs av Butler 1889. Mixomelia palumbina ingår i släktet Mixomelia och familjen nattflyn. Inga underarter finns listade i Catalogue of Life.